# Chomo
Roger Chomeaux, dit Chomo, né le 28 janvier 1907 à Berlaimont et mort le 19 juin 1999 à Achères-la-Forêt, est un artiste français d'art brut.

## Expositions
- De Chomo à Touret[1], deux jours de ventes électiques, 10 novembre 2024
- L'ange du dernier cri, Le Grand Baz'art, Gisors, commissaires Laurent Danchin et Aurélien Demaison, du 1er au 3 juillet 2016
- Faites un rêve avec Chomo !, château de Tours, Tours, commissaires Laurent Danchin et Aymeric Rouillac, du 5 décembre 2015 au 14 février 2016
- Mutants, Outsider Art Fair, Paris, commissaires Laurent Danchin et Aymeric Rouillac, du 23 au 26 octobre 2014
- Faites un rêve avec Chomo, exposition salle de l'horloge à Brantôme du 10 au 21 juillet 2011
- Chomo, sélection de 99 œuvres, orangerie du château de Cheverny, Cheverny, commissaire-priseur Aymeric Rouillac, du 4 au 7 juin 2010
- Les Bâtisseurs de l'imaginaire, L’Espace Saint Jean, Melun, du 10 avril au 10 juillet 2010
- Chomo. Le Débarquement spirituel, Halle Saint-Pierre, Paris, du 10 septembre 2009 au 7 mars 2010
- Chomo à Milly – Chomo partout – Le grand créateur Chomo, Milly-la-Forêt, commissaire Josette Rispal, du 19 janvier au 3 février 1991
- Expressions noires de Chomo, galerie Jean Camion, Paris, vernissage le 17 mai 1960 de 21 h à l’aube

## Discographie
- « C’est illimité – Expérimentations sonores et poétiques », disque vinyle 33 tours qui comprend des extraits de différents enregistrements de poèmes, musiques et sons réalisés par Chomo chez lui au Village d’Art Préludien[2].
- « Poèmes illettrés pour un langage parallèle », livre-CD reprenant des fac similés des poèmes de Chomo rédigés de ses mains utilisant son orthographe et grammaire simplifiées. Comprend également un CD d’enregistrements de Chomo déclamant certains de ses poèmes, et un livret retranscrivant en français « enrégimenté » les textes de Chomo[3].

#### Généralités
- (en) Colin Rhodes, Outsider art : spontaneous alternatives, New York, Thames & Hudson, 2000, 224 p. (ISBN 978-0-500-20334-7).
- (en) John Maizels (préf. Roger Cardinal), Raw creation : outsider art and beyond, Londres, Phaidon, 2000 (ISBN 978-0-7148-4009-3).
- George R. Collins (dir.), Les Bâtisseurs du rêve, Hachette Chêne, Paris, 1980.

#### Sur Chomo
- Laurent Danchin, Chomo, Paris, éditions de la Halle Saint-Pierre, 2009.
- Josette Rasle (dir.), Chomo, une sel porte de sorti -le rêve - !!!, bulletin de la société des P.T.T., Paris, 1991.
- Jean-Louis Lanoux, Chomo l’été, Chomo l’hiver, éditions Fondation Chomo, Achères-la-forêt, 1987.
- Laurent Danchin (propos recueillis par), Chomo, un pavé dans la vase intellectuelle, éditions Jean-Paul Simoën, Paris, 1978 ; rééd. Le Livre d'art, 2016.
- Laurent Danchin, Chomo. L'ange du dernier cri. Pensées, aphorismes et poèmes, Les Bombons de Mycélium.

### Filmographie
- Martin Wallace,  Journey Into The Outside, Nova Inch Films, diffusé sur Channel 4 (Royaume-Uni), 52 min, 1999.
- Antoine de Maximy, « Chomo » (consulté le 24 décembre 2022), en ligne ; diffusé sur Canal +, 1987. Disponible en bonus dans l'intégrale J'irai dormir chez vous.
- Nohirito Nishimatsu, À la recherche d’une communauté idéale, produit pour la Japan Broadcasting Corporation.
- Claude et Clovis Prévost, Chomo : le fou est au bout de la flèche, diffusé sur Antenne 2, 1978.
- Édouard Logereau, Paris Secret, produit par Arthur Cohn, 1965.

### Radio
- Anne-Marie Amoros et Véronik Lamendour, France Culture, Les passagers de la nuit :
  - Merci d’avoir écouté… Chomo (1/2) 3 février 2010.
  - Chomo des abeilles (2/2), 4 février 2010.